# Akalat à poitrine blanche
Illadopsis rufipennis
Espèce
Statut de conservation UICN

 LC  : Préoccupation mineure
L’Akalat à poitrine blanche (Illadopsis rufipennis) est une espèce de passereau de la famille des Pellorneidae.

## Répartition et sous-espèces
Selon le Congrès ornithologique international, il est réparti en quatre sous-espèces :
- I. r. extrema (Bates, 1930) — du Sierra Leone au Ghana ;
- I. r. bocagei (Salvadori, 1903) — Bioko ;
- I. r. rufipennis (Sharpe, 1872) — du Sud du Nigeria à l'Ouest du Kenya, Nord-Ouest de la Tanzanie et de l'Angola et centre de la RDC ;
- I. r. distans (Friedmann, 1928) — du Sud du Kenya à l'Est de la Tanzanie.

## Habitat
Il habite les forêts humides tropicales et subtropicales.